# Горњи Борки
Горњи Борки су насељено место у општини Сирач, у западној Славонији, Република Хрватска.

## Историја
До територијалне реорганизације у Хрватској насеље се налазило у саставу бивше велике општине Дарувар.

## Становништво
По попису из 2001. године село је имало 15 становника. На попису из 2011. није имало становника.
| Националност       | 1991.     | 1981.        | 1971.        | 1961.      |
| Срби               | 85 (100%) | 104 (96,29%) | 143 (99,30%) | 180 (100%) |
| Хрвати             | 0         | 0            | 1 (0,69%)    | 0          |
| Југословени        | 0         | 4 (3,70%)    | 0            | 0          |
| остали и непознато | 0         | 0            | 0            | 0          |
| Укупно             | 85        | 108          | 144          | 180        |

- напомене:

Исказује се са одвојеним подацима од 1890. У 2001. повећано за подручје насеља Заиле. Од 1857. до 1991. садржи податке за бивше насеље Заиле које је у том периоду исказивано као насеље.